# Eliseu Resende
Eliseu Resende (Oliveira, 7 de fevereiro de 1929 - São Paulo, 2 de janeiro de 2011) foi um político brasileiro filiado ao Democratas (DEM).

## Carreira
Graduado em Engenharia civil pela Universidade Federal de Minas Gerais, da qual se  tornou professor, com mestrado e doutorado pela Universidade de Nova Iorque, recebendo o prêmio de melhor aluno, trabalhou em pesquisas para a Marinha dos Estados Unidos, fundou o centro de Engenharia nuclear e o Instituto de Pesquisas Radioativas da Universidade Católica de Minas Gerais, e o Centro Tecnológico do Centro Universitário Newton Paiva.
Dirigiu o Departamento de Estradas de Rodagem de Minas Gerais e o DER/MG em seguida (1967-1974), para então ser escolhido ministro dos Transportes no governo João Figueiredo, de 15 de março de 1979 a 11 de maio de 1982.
Filiado ao PDS, candidatou-se a governador de Minas Gerais em 1982, sendo derrotado em disputa acirrada para Tancredo Neves. Após isso retornaria ao cenário político nacional quando ocupou por pouco mais de dois meses, de 1 de março a 19 de maio de 1993 o cargo de ministro da Fazenda durante o governo de Itamar Franco.
Em 1994 elegeu-se deputado federal por Minas Gerais pela primeira vez, reelegendo-se por duas vezes seguidas.
Em fevereiro de 2002, seu filho, José Alexandre Nogueira Resende, assumiu a direção-geral da então recém-instalada Agência Nacional de Transportes Terrestres (ANTT).
Em 2006 foi eleito senador por Minas Gerais, vencendo Newton Cardoso e demais candidatos, com 60% do votos.
Foi relator da indicação de Jorge Bastos, outro diretor-geral da já mencionada ANTT.
Morreu no dia 2 de janeiro de 2011, aos 81 anos de idade, devido a um tumor no intestino.